# Let's Go
"Let's Go" é uma canção do DJ escocês Calvin Harris e conta com a participação do cantor americano Ne-Yo. Lançado em como terceiro single para seu próximo álbum foi lançado em 30 de março de 2012 no Reino Unido. A canção tornou-se a terceira música consecutiva de Harris a ficar na segunda posição na parada britânica UK Singles Chart.

## Faixas
- Download digital[1]

1. "Let's Go" (com participação de Ne-Yo) (radio edit) – 3:46

- Download digital do Reino Unido[2]

1. "Let's Go" (radio edit) – 3:46
2. "Let's Go" (extended mix) – 6:01
3. "Let's Go" (Calvin Harris Remix) – 6:32
4. "Let's Go" – 3:54

## Desempenho nas paradas
Gráficos semanais
| Posições (2012)                               | Melhores posições |
| --------------------------------------------- | ----------------- |
| Austrália (ARIA)                              | 17                |
| Bélgica (Ultratip Bubbling Under de Flandres) | 17                |
| Bélgica (Ultratip Bubbling Under da Valônia)  | 27                |
| Brasil - Billboard Brasil Hot 100             | 85                |
| Brasil - Billboard Brasil Hot Pop             | 26                |
| Canadá (Canadian Hot 100)                     | 23                |
| Dinamarca (Hitlisten)                         | 40                |
| Escócia (Scottish Singles Chart)              | 2                 |
| Eslováquia - (IFPI)                           | 91                |
| Estados Unidos (Billboard Hot 100)            | 17                |
| Irlanda (IRMA)                                | 6                 |
| Nova Zelândia (Recorded Music NZ)             | 14                |
| Reino Unido (UK Dance Chart)                  | 1                 |
| Reino Unido (UK Singles Chart)                | 2                 |

Tabelas de fim de ano
| Paradas (2012)                     | Melhores posições |
| ---------------------------------- | ----------------- |
| Canadá (Canadian Hot 100)          | 66                |
| Estados Unidos (Billboard Hot 100) | 65                |
| Hungria (Rádiós Top 40)            | 78                |
| Reino Unido (UK Singles Chart)     | 66                |

### Certificações
| País                  | Certificação | Vendas  |
| --------------------- | ------------ | ------- |
| Austrália (ARIA)      | Platina      | 70,000  |
| Canadá (Music Canada) | Platina      | 80,000  |
| Reino Unido (BPI)     | Prata        | 200,000 |
| Suécia (GLF)          | Platina      | 40,000  |

## Histórico de lançamento
| País           | Data                | Formato                  | Gravadora                                         |
| -------------- | ------------------- | ------------------------ | ------------------------------------------------- |
| Bélgica        | 30 de março de 2012 | Download digital         | Columbia Records, Deconstruction Records, Fly Eye |
| Nova Zelândia  | 30 de março de 2012 | Download digital         | Columbia Records, Deconstruction Records, Fly Eye |
| Irlanda        | 20 de abril de 2012 | Download digital         | Columbia Records, Deconstruction Records, Fly Eye |
| Brasil         | 20 de abril de 2012 | Download digital         | Columbia Records, Deconstruction Records, Fly Eye |
| Reino Unido    | 22 de abril de 2012 | Download digital         | Columbia Records, Deconstruction Records, Fly Eye |
| Estados Unidos | 22 de maio de 2012  | Mainstream radio airplay | Ultra Records                                     |